# Berghuizer Papierfabriek

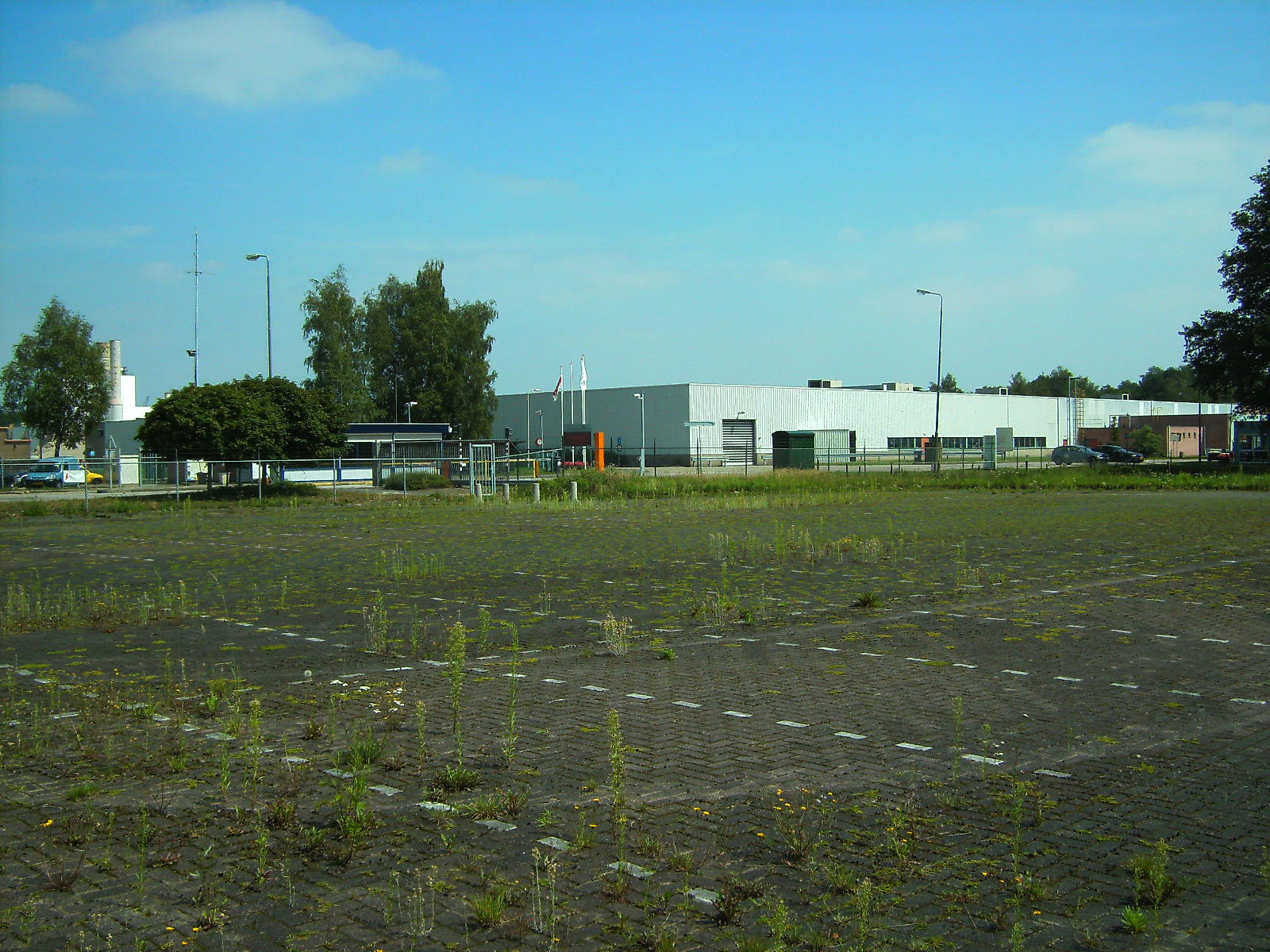
Fabrieksingang en parkeerterrein in 2011

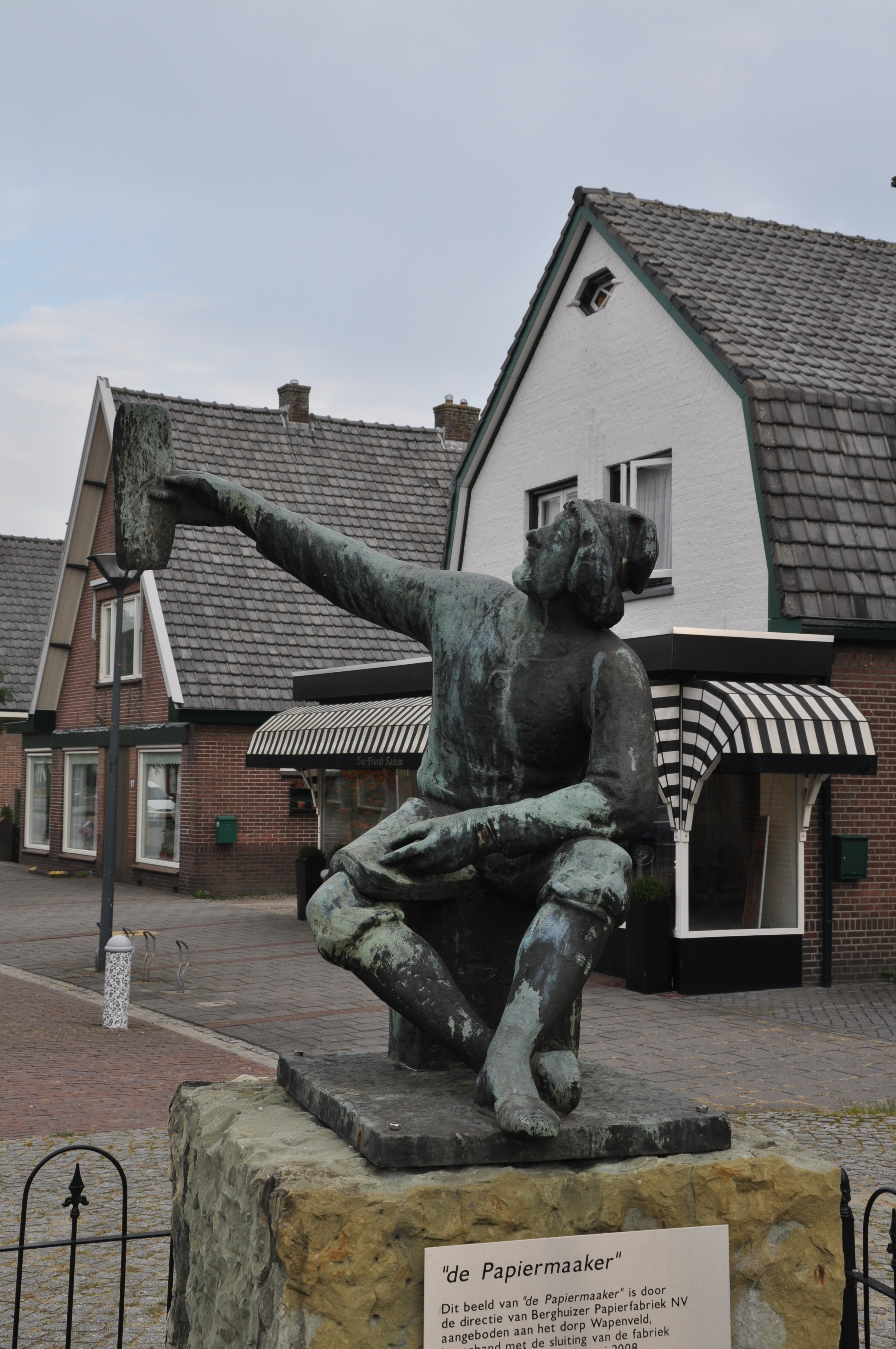
Papiermaker, in 1966 door personeel aan het bedrijf geschonken; in 2009 door de directie aan het dorp Wapenveld

De Berghuizer Papierfabriek was een papierfabriek gevestigd te Wapenveld nabij de buurtschap Berghuizen in de (gemeente Heerde). Hij was daar een van de belangrijkste werkgevers. De Fins-Zweedse eigenaar Stora Enso besloot echter om 'productiecapaciteit uit de markt te halen' en sloot het goedlopende bedrijf per februari 2008.

## Ontstaansgeschiedenis
Het bedrijf kwam voort vanuit de Veluwse traditie om met behulp van waterkracht papiermolens aan te drijven. Ook voor de papierfabricage zelf was veel zuiver water nodig. Dit werd geleverd door de sprengen. Papierpulp werd verkregen door het vermalen van lompen. De oprichter van de fabriek was Lubbertus van Gerrevink die stamde uit een geslacht dat al in 1606 een papiermolen bouwde. Hij werkte vanaf 1801 op verschillende molens in Heerde, en pachtte in 1829 de Grote Molen en de Nieuwe Molen bij Vosbergen te Heerde.
Na de aanleg van het Apeldoorns Kanaal gebruikte Lubbertus vanaf 1840 het overstortwater van de sluizen van dit kanaal om een papierfabriek aan te drijven. De tweede papiermachine van Nederland werd hier geïnstalleerd. Er werden voor de aandrijving vier waterraderen gebruikt, terwijl later nog een extra watermolen bij de Bonenburgsluis te Heerde en een windmolen bij de fabriek werden gebouwd. In 1861 namen de zoons Derk en Jan Willem van Gerrevink het bedrijf over. Een nieuwe stoomdrooginstallatie werd gebouwd. Men produceerde veel krantenpapier. Het bedrijf en het dorp Wapenveld groeiden, maar in 1883 ging de onderneming failliet en werd te koop aangeboden.

## Industrialisatie
In 1884 werd de fabriek gekocht door Hendrik Cramer uit Ootmarsum, eigenaar van een papierbedrijf dat sedert 1711 bestond. Dit bedrijf deed zaken met Duitsland en verdiende goed aan de Frans-Duitse Oorlog. Op bevel van Bismarck, die de eigen industrie wilde beschermen, werd het de Duitsers echter verboden nog langer papier te importeren. Daarop verplaatste Cramer het gehele bedrijf per paard en wagen en per schip van Ootmarsum naar Wapenveld. Deze locatie was veel gunstiger voor de Nederlandse markt. Het bedrijf heette voortaan 'Machinale Papierfabriek Berghuizen bij Hattem firma B. Cramer'. Van hieruit was vervoer per schip en over de weg, en vanaf 1887 ook per spoor, naar het westen goed mogelijk. Een specialiteit was de fabricage van bordpapier.
De waterraderen werden in 1886 vervangen door een gietijzeren turbine, die meer vermogen leverde en minder kwetsbaar was. Ze werd al snel vergezeld van een kleine turbine die elektriciteit opwekte voor verlichting, zodat ook 's nachts kon worden gewerkt. Ook schafte men nu twee stoommachines aan. In Duitsland werd in 1898 een grote papiermachine voor de productie van bordpapier gekocht, de industrialisatie had daarmee definitief zijn intrede gedaan.
In 1898 werd het bedrijf omgezet in een naamloze vennootschap (nv). Ze heette nu 'NV Berghuizer Papierfabriek v/h B. Cramer'. Schaalvergroting bracht verdere investeringen in nieuwe machines met zich mee. De zoons van Hendrik, Bernard en Douwe Cramer, namen in 1918 de fabriek over. In 1926 en 1929 werden zeer grote, door stoomkracht aangedreven machines aangeschaft.
Tijdens de Tweede Wereldoorlog had men te maken met grondstofschaarste, met chicanes van de bezetter en beperkte schade door oorlogshandelingen. In 1945 volgde een fusie met NV Neparofa en in 1950 met Cats/Papier NV. Deze produceerden pakpapier, wat voortaan gebeurde onder de naam 'Cats-Neparofa'. Een in 1957 aangeschafte papiermachine werd ingezet voor de productie van kettingformulieren, van belang voor de opkomende automatisering.
Bij het 250-jarig jubileum in 1961 kreeg het bedrijf het predicaat Koninklijk en heette voortaan 'Koninklijke Berghuizer Papierfabriek'. In 1962 werd het Apeldoorns Kanaal van Hattem tot Wapenveld niet langer bevaarbaar. Op de spoorlijn werd in 1970 het goederenvervoer gestaakt.

## Onderdeel van Van Gelder
Ondertussen was Van Gelder Papier, een papierfabriek uit Wormer in Noord-Holland, op overnamepad. Het had reeds fabrieken in Apeldoorn, Velsen en Renkum overgenomen. Berghuizer ging met Van Gelder in zee om de aanschaf van een enorme papiermachine te kunnen financieren. Er werkten toen 850 mensen. Deze behielden weliswaar hun baan, maar nu was Berghuizer nog slechts een kleine vestiging binnen een groot concern. De reorganisatieplannen volgden elkaar op, waarbij van pakpapier overgeschakeld werd op witpapier. Vier goedlopende papiermachines werden afgebroken, en na 1974 kwamen verliesgevende jaren door slechte marktomstandigheden. Er dreigde sluiting in 1977, maar reorganisatieplannen, die vele arbeidsplaatsen kostten, rekten het bestaan.

## Onderdeel van Enso en ondergang van het bedrijf
In 1981 vroeg Van Gelder Papier haar faillissement aan. Berghuizer werd naar aanleiding daarvan in 1982 verzelfstandigd. Hiertoe werd samengewerkt met de Finse pulp- en papierfabriek Enso Gutzeit. Enso nam een 50% belang in de snijfabriek. Er volgde specialisatie in kopieer- en enveloppenpapier. In 1994 nam Enso de gehele fabriek over, en er volgde opnieuw een reorganisatie waarbij ontslagen vielen. Er werd geïnvesteerd in een waterzuiveringsinstallatie en een warmte-krachtcentrale. Toen in 1998 Enso met het Zweedse Stora fuseerde, veranderde de naam van de Wapenveldse fabriek in 'Stora-Enso Berghuizer Papierfabriek'. Ze ressorteerde in het vervolg onder de divisie 'office-paper' (kantoorpapier). 
De productie liep op tot maximaal 650 ton per dag (circa 240.000 ton per jaar op twee papiermachines). De snijfabriek kon in vijfploegendienst meer dan 300.000 ton per jaar aan. Het concern had hier echter geen behoefte meer aan, en men kwam met het voornemen de fabriek te sluiten. Dit leidde tot protesten van het personeel en van de Wapenvelders, zoals in 2006, onder het aan De Efteling ontleende motto: 'Papier hoort hier!'. De concernleiding in Londen dacht daar anders over. Sluiting betekende voor hen het 'uit de markt halen' van overcapaciteit. Per dag was er 650.000 kilo papier te veel in de markt. Stora Enso wilde niet meer investeren in verouderde en relatief kleine productielocaties zoals de Berghuizer en hevelde de productie over naar Finland en Zweden. Het bedrijf werd dan ook niet verkocht, zodat een doorstart onmogelijk was. 340 medewerkers die de vele reorganisaties hadden overleefd kwamen daarmee alsnog op straat te staan. Op 27 oktober 2007 stopte de laatste papiermachine met produceren. De laatste levering werd gedaan op 17 januari 2008. Op 1 februari 2008 sloot de fabriek zijn deuren. Daarmee kwam een einde aan bijna 170 jaar papierproductie in Wapenveld en de bijna 300-jarige geschiedenis van het bedrijf.
Het terrein en de gebouwen zijn verkocht aan een lokale investeerder die het terrein gaat gebruiken voor industriële activiteiten. De warmte-krachtcentrale is verkocht aan Van Twiller BV (onderdeel van Morgan Stanley) en zou elektriciteit gaan produceren op commerciële basis. Dit is echter nooit gebeurd. Nadat een groep ervaren operators en zeer goede techneuten de centrale, inclusief de oude stoomturbine, weer operationeel had gemaakt, besloot Morgan Stanley hem te sluiten en verkocht hem als oud ijzer. Van de 340 overgebleven medewerkers vond 90% binnen zes maanden na de sluiting een andere baan.

## Nieuwe natuur
Een gedeelte van het uitgestrekte terrein van de voormalige papierfabriek is na 2012 door de stichting Het Geldersch Landschap ingericht als natuurgebied. Er is een aarden wal aangelegd om rust te creëren. Deze wal ligt op de plaats waar ooit de stuwwal van de Veluwe en de dekzandrug van Berghuizen met elkaar verbonden waren. Hiermee wordt de aantasting van het natuurlijke reliëf ten behoeve van het fabrieksterrein deels gecompenseerd. Op de wal en een aantal in het gebied aanwezige natuurlijke verhogingen is bos aangeplant. Verder blijft er plek voor graslandjes en is er ruimte voor spontane ontwikkeling van geboomte. Het gebied tussen Veluwe en IJsseldal is aantrekkelijk voor zoogdieren waaronder het edelhert, reptielen en amfibieën.

## Naslagwerk
- I. Jacobs en H. Reichart Geschiedenis van de Berghuizer Papierfabriek. Matrijs Uitgeverij, ISBN 9789053453346